# Glyptothrips flavescens
Glyptothrips flavescens är en insektsart som beskrevs av Ian A. Hood 1912. Glyptothrips flavescens ingår i släktet Glyptothrips och familjen rörtripsar. Inga underarter finns listade i Catalogue of Life.